# Vanellus
Vanellus is een geslacht van vogels uit de familie van de kieviten en plevieren (Charadriidae). Het geslacht telt 23 soorten, waarvan één is uitgestorven.

## Soorten
- Vanellus albiceps – Witkruinkievit
- Vanellus armatus – Smidsplevier
- Vanellus chilensis – Chileense kievit
- Vanellus cinereus – Grijskopkievit
- Vanellus coronatus – Diadeemkievit
- Vanellus crassirostris – Langteenkievit
- Vanellus duvaucelii – Indische sporenkievit
- Vanellus gregarius – Steppekievit
- Vanellus indicus – Indische kievit
- Vanellus leucurus – Witstaartkievit
- Vanellus lugubris – Rouwkievit

- Vanellus malabaricus – Malabarkievit
- Vanellus melanocephalus – Ethiopische kievit
- Vanellus melanopterus – Zwartvleugelkievit
- Vanellus miles – Maskerkievit
- Vanellus resplendens – Andeskievit
- Vanellus senegallus – Lelkievit
- Vanellus spinosus – Sporenkievit
- Vanellus superciliosus – Bruinborstkievit
- Vanellus tectus – Zwartkopkievit
- Vanellus tricolor – Australische kievit
- Vanellus vanellus – Kievit

### Uitgestorven
- Vanellus macropterus – Javaanse kievit